# Холанд (Њујорк)
Холанд (енгл. Holland) насељено је место без административног статуса у америчкој савезној држави Њујорк.

## Демографија
По попису из 2010. године број становника је 1.206, што је 55 (-4,4%) становника мање него 2000. године.
| Група             | 2000.         | 2010.         |
| Белци             | 1.235 (97,9%) | 1.173 (97,3%) |
| Афроамериканци    | 8 (0,6%)      | 4 (0,3%)      |
| Азијати           | 6 (0,5%)      | 0 (0,0%)      |
| Хиспаноамериканци | 4 (0,3%)      | 14 (1,2%)     |
| Укупно            | 1.261         | 1.206         |